# Enztalbrücke
Die Enztalbrücke ist eine zweigleisige Eisenbahnüberführung der Schnellfahrstrecke Mannheim–Stuttgart und mit 1044 m (Streckenkilometer 82,052 bis 83,096) die längste Talbrücke der Strecke.

## Verlauf
Die Balkenbrücke liegt beim Leinfelder Hof östlich von Vaihingen an der Enz und überspannt die Enz, die Kreisstraße 1685 von Enzweihingen nach Oberriexingen, ein Naherholungsgebiet und landwirtschaftliche Flächen. Das Streckengleis liegt in einer Höhe von maximal 47,5 m über dem Talboden; die Flussauen werden in einer Höhe von 41 Metern gequert.
Die Trasse verläuft auf der Brücke in einer Geraden, wobei die Gradiente im Bereich des Widerlagers Richtung Mannheim in einem leichten Gefälle (1,1 Promille) liegt und 154 Meter weiter in eine Steigung von 12,434 Promille in einem sanften Übergang (Radius: 60.000 m, bis Km 82,624) übergeht.
Nordwestlich der Brücke schließt sich, nach einem kurzen Einschnitt, der 2,8 km lange Marksteintunnel an. Südlich folgt ein 1,1 km langer Abschnitt von Einschnitten und Dämmen, an den sich der 1,9 km lange Pulverdinger Tunnel anschließt.

## Geschichte

### Planung
Nach dem Planungsstand von 1973 war das Bauwerk mit einer Länge von rund 1,2 km und einer Höhe von bis zu 60 m geplant.
1977 war das Bauwerk mit einer Länge von etwa 1000 m und einer Höhe von bis zu 52 m geplant.

### Bau
Nach zahlreichen Einwendungen konnte mit dem Bau der Brücke erst im September 1986 begonnen werden, die Grundsteinlegung erfolgte im Oktober 1986. Nach der geplanten Bauzeit von drei Jahren wurde das Bauwerk 1989 fertiggestellt. Die Kosten betrugen ungefähr 14 Millionen Euro.
Bei Gründungsarbeiten wurde im Juli 1987 ein fränkisch-alemannisches Gräberfeld aus dem 6./7. Jahrhundert freigelegt und geborgen. Von Ende Juli bis Mitte September 1987 liefen Rettungsgrabungen. Die Bauablaufplanung musste daher verändert werden.
Der Überbau wurde im Taktschiebeverfahren hergestellt. Die „Feldfabrik“ war am Widerlager der Stuttgarter Seite errichtet worden. Dort wurde geschalt, betoniert und vorgeschoben. Der Schiebetakt lag bei einer halben Feldlänge. Im März 1988 erfolgte der Vorschub über die Enz, zwischen dem 10. und 11. Pfeiler. Während des Vorschubes waren die beiden Koppelfugen biegesteif ausgebildet.

### Betrieb
Die Fugen der Brücke werden 2020 saniert.[veraltet]

## Unterbau
Die rechteckigen Stahlbetonpfeiler haben einen Hohlkastenquerschnitt. Die Längskräfte aus dem Überbau werden über eine Festpfeilergruppe, in Brückenmitte angeordnet, die Bremskräfte mit Hilfe von hydraulischen Bremsdämpfern über die Widerlager in den Baugrund abgetragen. Schienenauszüge sind an den Widerlagern eingebaut.
Die Fundamente wurden teils in Bereichen von (jüngeren) Flussablagerungen, Bereichen mit eiszeitlichen Deckschichten und älteren Ablagerungen der Enz sowie Schichten des oberen Muschelkalks gegründet. Etwa die Hälfte der Pfeiler sowie das Stuttgarter Widerlager konnten dabei direkt auf dem Fels gegründet werden, teilweise mit einer Zwischenlage von 30 bis 150 cm Magerbeton. In den Bereichen, in denen Ablagerungen der Enz vorherrschten, wurden die Pfeiler auf Großbohrpfählen von 150 cm Durchmesser gegründet. Dabei wurde der darunter liegende Fels in Tiefen zwischen etwa 5,50 und rund 12,40 m erreicht.
Fugen im Überbau in den Drittelspunkten ermöglichen die teilweise Erneuerung des Überbaus durch Querverschub. Die Pfeiler über denen die Fugen angeordnet sind, die sogenannten Trennpfeiler, besitzen 4,00 m Kopfbreite und Doppellager. Die weiteren Pfeiler weisen Köpfe von 3,00 m Breite auf.

## Überbau

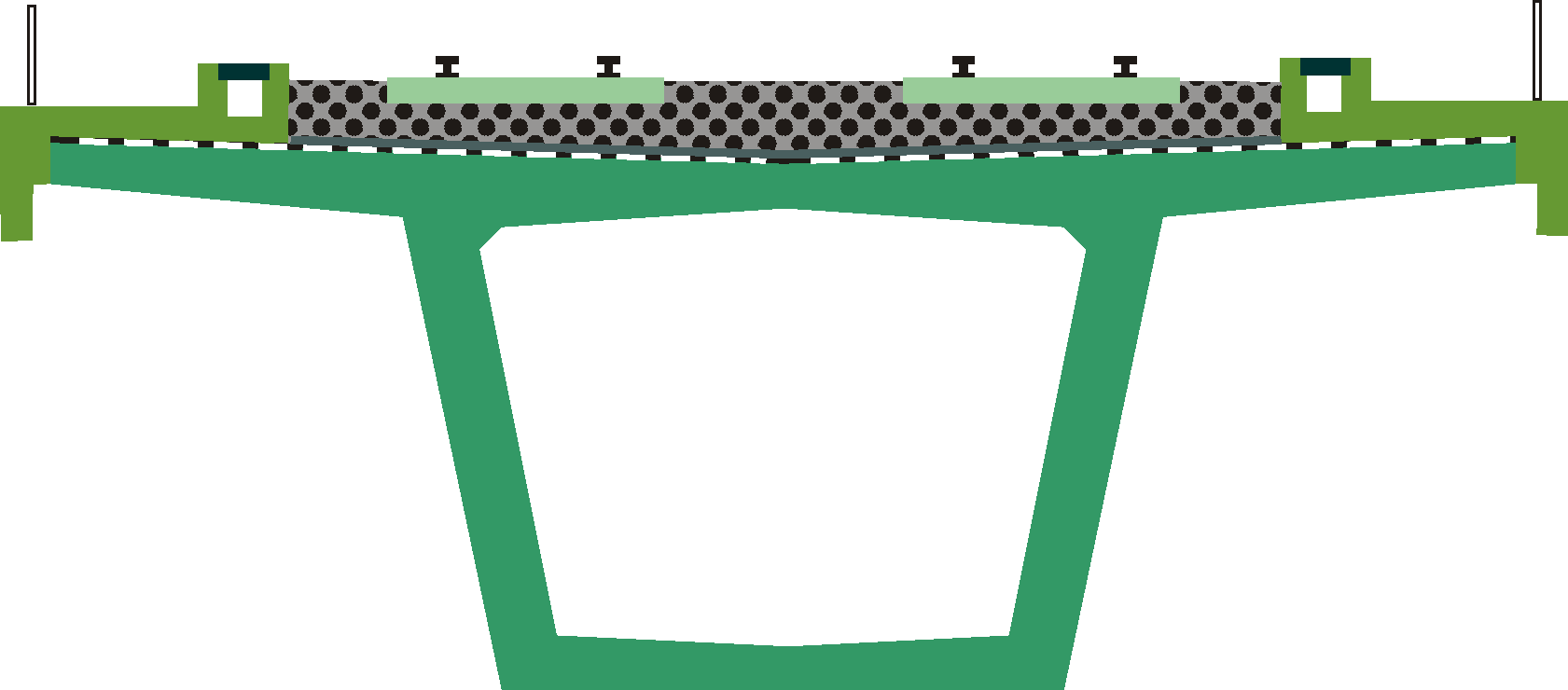
Querschnitt Überbau

Der 18-feldrige Überbau besteht aus drei durch Dehnfugen getrennten Durchlaufträgerabschnitten, welche in Längsrichtung zug- und druckfest miteinander gekoppelt sind. Diese Abschnitte haben je sechs Felder mit Stützenweiten von konstant 58 m. Die Querschnittsform ist ein einzelliger Stahlbetonhohlkasten, in Längsrichtung vorgespannt. Die Träger sind 4,75 m hoch, haben 60 cm dicke geneigte Stege und eine 5,3 m breite Bodenplatte. Außerdem ist die Fahrbahnplatte bei einer Überbaubreite von 14,3 m in Querrichtung vorgespannt. Auf beiden Seiten der Brücke sind 1,50 m hohe Lärmschutzwände montiert.

## Ästhetik und Eingriff in den Naturraum
Im Gegensatz zu den anderen fünf Talbrücken der Neubaustrecke ist die Enztalbrücke von benachbarten Ortschaften sowie von der Bundesstraße 10 einsehbar. Darüber hinaus ist das gequerte Tal Lebensraum von bedrohten Tier- und Pflanzenarten. Um den Blick möglichst wenig zu stören und um den Eingriff in das Tal möglichst gering zu halten, wurde der standardmäßig vorgesehene Pfeilerachsabstand von 44 m auf 58 m angehoben. Zusätzliche ästhetische Vorteile versprachen sich die Planer darüber hinaus durch die Verwendung von Durchlaufträgern statt Einfeldträgern, wie sie auf allen anderen Großbrücken der Strecke verwendet wurden. Die Konstruktionshöhe konnte dadurch bei der größeren Stützweite von 5,30 m auf 4,75 m gesenkt werden. Während der Bauphase trugen auch umspundete statt (größerer) abgeböschter Baugruben den Belangen des Naturschutzes Rechnung. Auch das Taktschiebeverfahren galt als schonend für den Talgrund.

„Der große Enztalviadukt bei Vaihingen-Enz zeichnet sich wenigstens dadurch aus, dass er wegen seiner Schlichtheit keiner Erwähnung bedarf.“